# Frank Rennicke
Frank Rennicke (* 18. prosince 1964 Braunschweig) je německý ultrapravicový zpěvák, označující sám sebe za „národního barda“. Jeho písně šíří revizionismus, oslavují Wehrmacht a Německo (které v textech sahá od Rakouska až do Východního Pruska) uctívají Rudolfa Hesse a jsou protiamerické. V roce 2009 neúspěšně kandidoval na německého spolkového prezidenta. Je ženatý, má šest dětí.